# Рашица (община Любляна)
Вижте пояснителната страница за други значения на Рашица.
Рашица (на словенски: Rašica) е село в Словения, регион Средна Словения, община Любляна. Според Националната статистическа служба на Република Словения през 2015 г. селото има 172 жители.